# Чордаш, Давор
Давор Чордаш (серб. Давор Чордаш, хорв. Davor Čordaš; род. 29 мая 1959 год, Славонски-Брод, СФРЮ) — министр по вопросам беженцев и перемещенных лиц Республики Сербской, занявший этот пост 29 декабря 2010 года. По национальности хорват.

## Биография
Давор Чордаш родился 29 мая 1959 года в Славонски-Броде. Там он окончил основную школу и гимназию, а природно-математический факультет в Сараеве. Некоторое время был преподавателем в средней школе в Маглае, лаборантом на сельскохозяйственном и природно-математическом факультетах в Сараеве. Затем был депутатом парламента Федерации Боснии и Герцеговины, заместителем министра по вопросам социальной защиты и беженцев в её правительстве и советником представителя боснийских хорватов в Президиуме БиГ. В 2006 году стал вице-президентом в Республике Сербской как представитель её хорватской части населения.
Женат, отец шестерых детей.